# Tux
Tux是Linux的官方吉祥物，以企鵝作為形象。将企鹅作为Linux标志是由林納斯·托瓦茲提出的。

## 歷史
这个企鹅图案在最佳Linux图标竞赛中被选中。其他一些图案可以在Linux图标大赛网站（页面存档备份，存于）中找到。Tux的设计者是Larry Ewing，他于1996年，利用GIMP软件设计出了这只企鹅，并在以下条例下发布：
Permission to use and/or modify this image is granted provided you acknowledge me lewing@isc.tamu.edu and The GIMP if someone asks.
Tux已经成为Linux和开源社群的象徵。英国Linux用户组（British LUG）甚至在当地的动物园認养了几只企鹅。

## 其他版本

Tux 變種
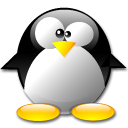
Tux Crystal 第1版
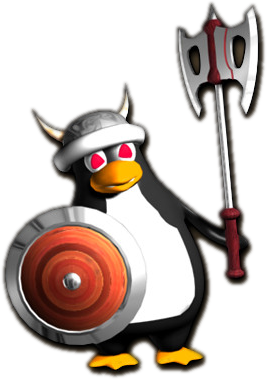
PaX版本的Tux
高質矢量的Tux
普通矢量的Tux
晶莹的Tux

### Tuz

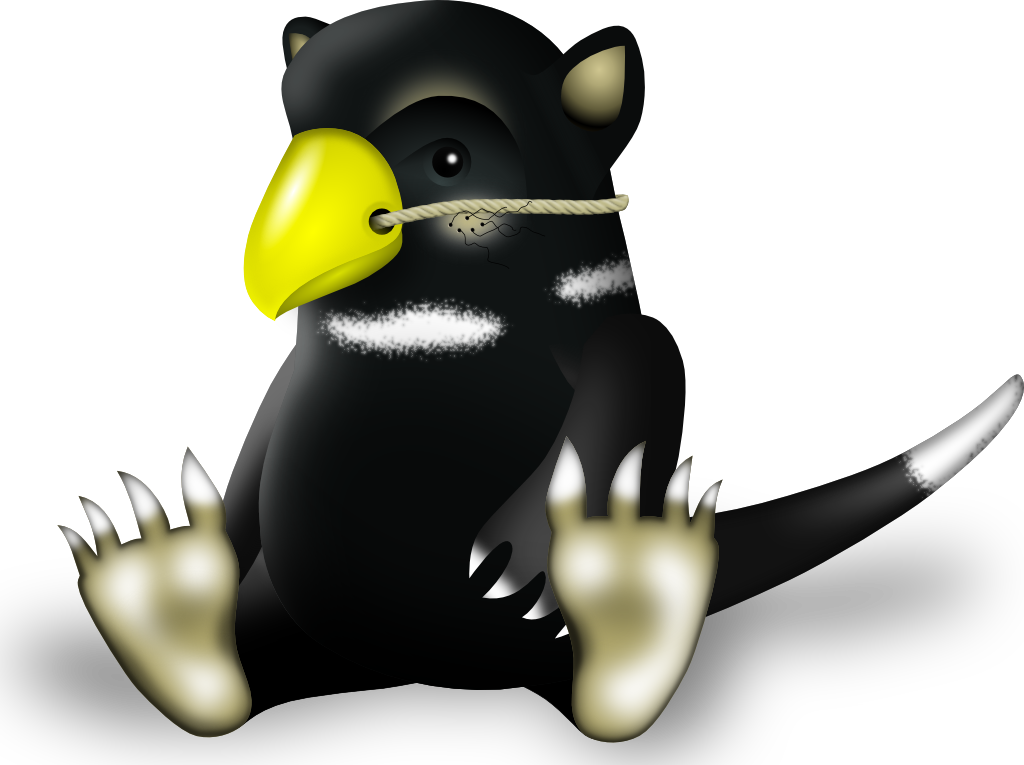
Tuz

在 2.6.29 系列的Linux核心中，为支持「拯救袋獾运动」，Tux被暫時替换成Tuz。